# Wadotes bimucronatus
Wadotes bimucronatus är en spindelart som först beskrevs av Simon 1898.  Wadotes bimucronatus ingår i släktet Wadotes och familjen mörkerspindlar. Inga underarter finns listade i Catalogue of Life.